# Carinata branchera
Carinata branchera är en insektsart som beskrevs av Wang och Li 1998. Carinata branchera ingår i släktet Carinata och familjen dvärgstritar. Inga underarter finns listade i Catalogue of Life.